# Peter van de Pood
Peter van de Pood was een typetje gespeeld door Arjan Ederveen dat voorkwam in de satirische programma's Kreatief met Kurk en Borreltijd.
In Kreatief met Kurk was Peter van de Pood samen met Ellen (Tosca Niterink) een parodie op Wim Kros, die samen met Ellen Brusse de cursus Kreatief met karton bij de TROS presenteerde.   
Later in Borreltijd waren Peter en Ellen een parodie op Hans van Willigenburg en Mireille Bekooij van het RTL 4-programma Koffietijd.  
Peter van de Pood was sloom, lullig en ijdel. In Kreatief met Kurk was de eerste vraag die Ellen altijd stelde aan Peter: Wat is het basismateriaal van vandaag? (Dit was natuurlijk kurk.) De vriendin van Peter heette Ann-lies, Ellen noemde zijn vriendin altijd Annelies.
In het programma 30 minuten, ook van Arjan Ederveen, was Peter van de Pood nog te zien in de aflevering "Rondom ons". Waarin ze zogenaamd naar een kliniek gingen kijken, waarin BN'rs worden opgenomen die bang zijn om herkend te worden.
Peter werkte zogenaamd in deze kliniek en verzorgde de bezigheidstherapie. 
In 2011 was Peter van de Pood nog eenmaal te zien bij de Jakhalzen in het programma "De Wereld Draait Door". Hierin gingen ze zogenaamd kijken hoe het Peter van de Pood nu verging.